# Alternatiba
Alternatiba  (L'alternativa o Alternativa) és un partit polític del País Basc. És una escissió de Ezker Batua-Berdeak que va sorgir de corrent intern Alternatiba Eraikitzen (Construint l'alternativa), que va abandonar la formació el 2009 amb la intenció d'esdevenir un partit polític autònom, amb la participació de Ezker Gogoa (escissió de Zutik) i altres moviments socials.
Forma part de les coalicions electorals Bildu, Euskal Herria Bildu i Amaiur.